# North Hollywood (téléfilm)
Pour les articles homonymes, voir North Hollywood.
North Hollywood est un téléfilm américain écrit et réalisé par Judd Apatow en 2001. C'était à l'origine le pilote d'un projet de série télévisée pour le réseau ABC qui n'a pas été retenu.

## Fiche technique
- Réalisation : Judd Apatow
- Scénario et producteur exécutif : Judd Apatow
- Sociétés de production : ABC et DreamWorks Television
- Pays :  États-Unis
- Durée : 22 minutes
- Date : 2001

## Distribution
- Colin Hanks : Lui-même
- Kevin Hart
- Phil Hendrie
- Krysten Leigh Jones : Pilote
- Amy Poehler
- Judge Reinhold : Lui-même
- Seth Rogen
- Jason Segel
- Bree Turner : Casting Assistant